# In My Zone 2
In My Zone 2 é o terceiro mixtape oficial do cantor americano e ocasionalmente rapper Chris Brown, lançado em 26 de novembro de 2010. Foi organizada pelo DJ Drama e DJ Babey Drew. A mixtape é o acompanhamento da mixtape Brown "In My Zone", lançado em 14 de fevereiro de 2010, também organizada pelo DJ Drama, juntamente com Sense DJ.
A mixtape foi lançada como um download gratuito na página de Brown e outros. Faz parte da saga "Gangsta Grillz" do DJ Drama. O álbum tem muitas participações de rappers e cantores, como Gucci Mane, Sean Big e o produtor da mixtape anterior, Kevin McCall, ao lado dos cantores J Valentine e Seven.
Também foi lançada a vesão NO DJ do mixtape,sem a mixagem dos DJ's Drama & Babey Drew.

## Faixas
1. "Ms Breezy" (featuring Gucci Mane)
2. "Shit God Damn" (featuring Big Sean)
3. "Talk That Shit"
4. "My Girl Like Them Girls" (featuring J Valentine)
5. "Fuck Um All" (featuring Kevin McCall and Diesel)
6. "Chrismas Came Today" (featuring RichGirl)
7. "Glitter" (featuring Big Sean)
8. "What U Doin" (featuring Big Sean)
9. "Drop Rap" (featuring Petey Pablo)
10. "AWOL"
11. "Seen Her Naked"
12. "Last Time Together"
13. "All Off" (featuring RichGirl and Kevin McCall)
14. "Life Itself" (featuring Kevin McCall)
15. "Sex Love" (featuring Lonny Bereal and RichGirl)
16. "Another You"
17. "Boing"
18. "Quits" (featuring Kevin McCall)
19. "You Want Me" (featuring RichGirl)
20. "Put Your Hands In The Air"